# Chant-Typ
Der Chant-Typ (von Channel Tanker) war eine im Zweiten Weltkrieg in Großbritannien gebaute Serie von Küstentankern. Sie zählen zur Gruppe der Empire-Schiffe.

## Beschreibung
Die Serie  wurde im Auftrag des Ministry of War Transport (MOWT) gebaut. Der Entwurf der Baureihe basiert auf den Plänen der Küstenmotorschiffe der Empire-F-Klasse. Die Schiffe waren als reine Küstentanker in Zweihüllenbauweise und mit einer Länge von rund 45 Metern und einer Tragfähigkeit von rund 400 Tonnen ausgelegt. Die Schiffe hatten eine Back, ein tief herabgezogenes Hauptdeck und ein ganz achtern über der erhöhten Poop und dem Maschinenraum angeordnetes Deckshaus. Der Schiffsrumpf mit Spiegelheck bestand zur Konstruktionsvereinfachung fast ausschließlich aus gerade zugeschnittenen Stahlplatten. Der Bau der Schiffe geschah in Sektionsbauweise, wobei die einzelnen Sektionen größtenteils nicht auf den Bauwerften gefertigt, sondern aus verschiedenen Landbetrieben zugeliefert wurden. Als Antriebsanlage diente jeweils ein Dieselmotor. Alle Einheiten wurden 1944 abgeliefert und erhielten den Namen Chant mit einer angehängten Nummer. Die Bauserie von insgesamt 43 Einheiten wurde von folgenden fünf verschiedenen Werften durchgeführt.
- Henry Scarr in Hessle (Chant 1 bis Chant 12)
- Goole Shipbuilding and Repairing Company in Goole (Chant 22 bis Chant 28 + Chant 50 und Chant 51)
- Furness Shipbuilding Company in Haverton Hill (Chant 42 bis Chant 45 + Chant 52 bis Chant 65)
- John Readhead and Sons in South Shields (Chant 66 bis Chant 69)
- Burntisland Shipbuilding Company in Burntisland (Chant 66 bis Chant 69)

Ein Haupteinsatzzweck der Chants war die Unterstützung der Landung in der Normandie.